# Christian Pedersen
Christian Møller Pedersen (Holstebro, Midtjylland, 27 d'octubre de 1889 – Copenhaguen, 22 de març de 1953) va ser un gimnasta artístic danès que va competir a començaments del segle xx.
El 1920 va prendre part en els Jocs Olímpics d'Anvers, on va guanyar la medalla d'or en el concurs per equips, sistema lliure del programa de gimnàstica.